# Scotiazetes aragonensis
Scotiazetes aragonensis är en kvalsterart som först beskrevs av Pérez-Íñigo jr., Herrero och Pérez-Íñigo 1988.  Scotiazetes aragonensis ingår i släktet Scotiazetes och familjen Ceratozetidae. Inga underarter finns listade i Catalogue of Life.